# Isla Henry Lawrence
Isla Henry Lawrence (en inglés: Henry Lawrence Island) es la segunda isla más grande del archipiélago de las Ritchie, ya que posee un área de 55 km² (21 millas cuadradas), administrativamente depende del Territorio de la Unión de las Islas Andamán y Nicobar. Fue nombrado así en honor de que Sir Henry Lawrence Montgomery, quien fuese un soldado británico y hombre de estado en la India, y que murió defendiendo Lucknow durante un motín en la India.